# Ceramografi delle Staatliche Antikensammlungen di Monaco di Baviera

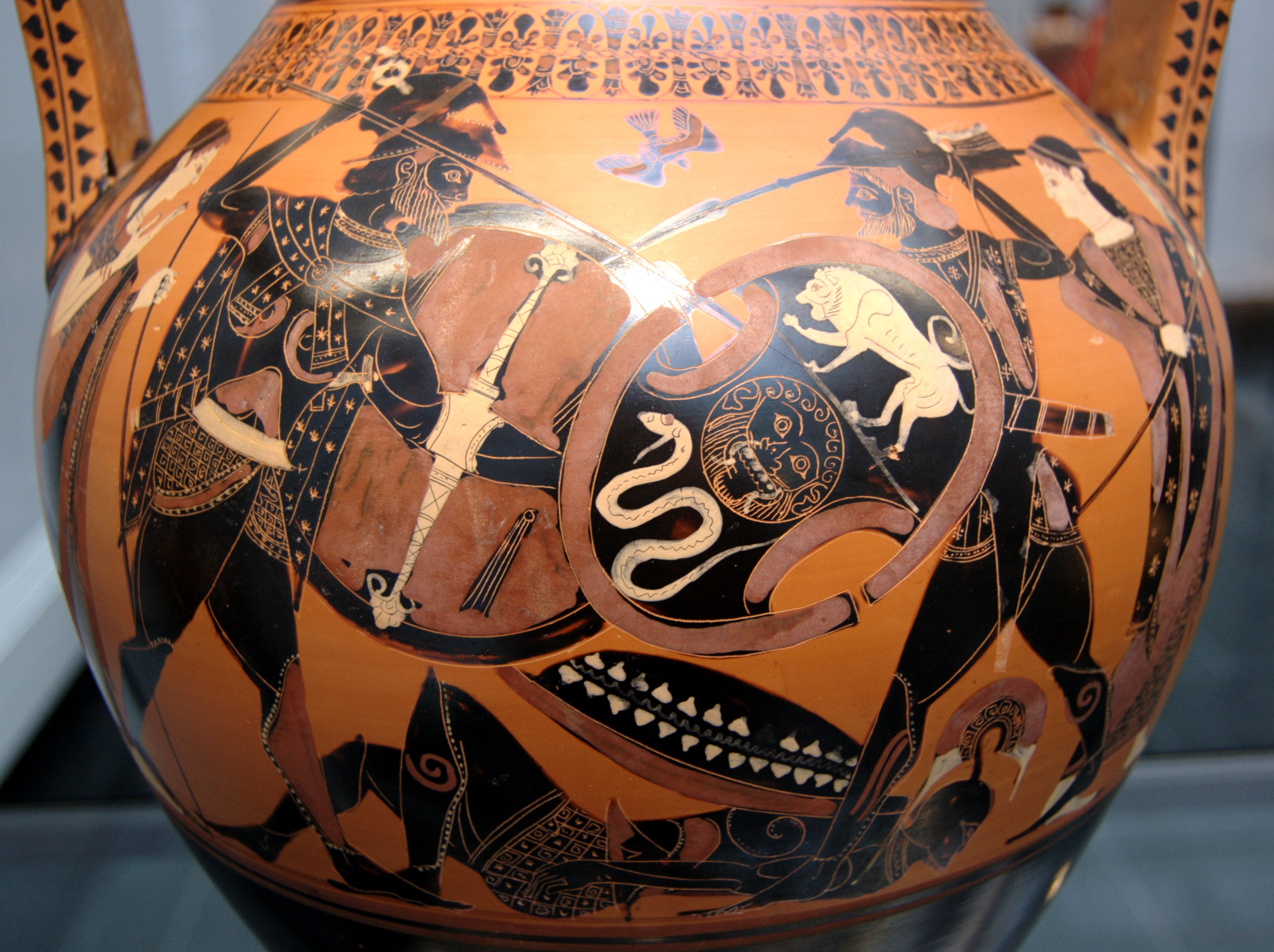
Anfora inventario 1410 della Staatliche Antikensammlungen di Monaco di Baviera, da cui riprende il nome il "Pittore di Monaco 1410"

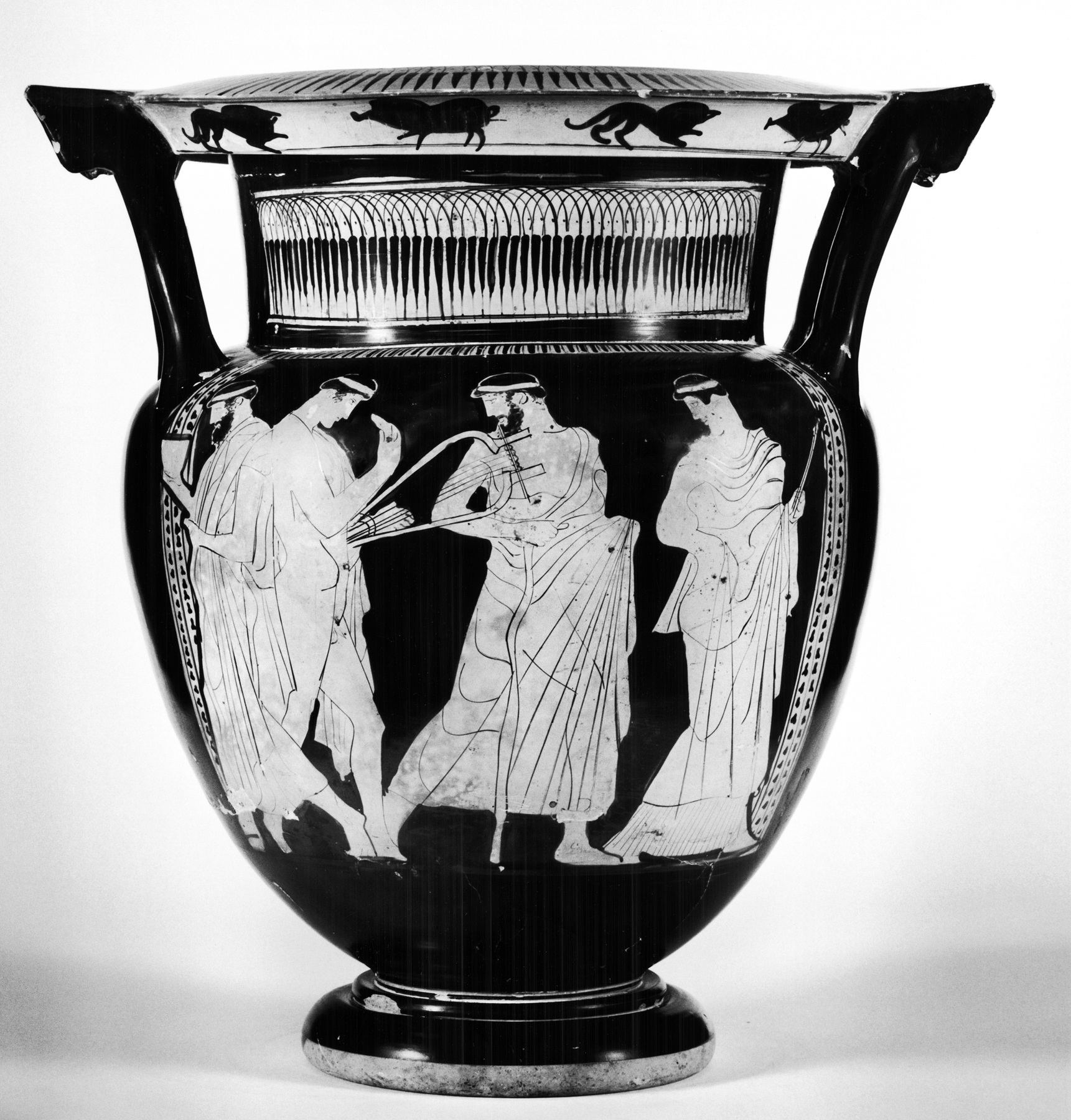
Cratere a colonnette attribuito al Pittore di Monaco 2335 nel Walters Art Museum" di Baltimora

Elenco di ceramografi greci antichi individuati su base stilistica a partire da opere conservate nelle Staatliche Antikensammlungen di Monaco di Baviera. Sono distinti con l'aggiunta del numero di inventario del vaso loro attribuito nel museo di Monaco.
Tra questi artisti i più noti sono i seguenti:
- Pittore di Monaco 1379: attivo nel terzo quarto del VI secolo a.C. nella ceramica a figure nere[1]
- Pittore di Monaco 1410: attivo nel terzo quarto del VI secolo a.C. nella ceramica a figure nere[2]
- Pittore di Monaco 1736: attivo ad Atene intorno al 520 a.C. nella ceramica a figure nere e nello stile del pittore di Lisippide; gli sono attribuite anfore e crateri a colonnette[3].
- Pittore di Monaco 1874, attivo in Attica intorno al 520 a.C. e appartenente al gruppo di ceramografi noto come "Gruppo di Atene 581[4].
- Pittore di Monaco 2335, attivo nel terzo quarto del V secolo a.C. e associato con il Pittore di Achille[5]
- Pittore di Monaco 2660: attivo nel secondo quarto del V secolo a.C. nella ceramica a figure rosse[6].